# Héctor Darío
Héctor Darío (José Petraglia; * 8. Dezember 1938 in Catania, Autonome Region Sizilien, Italien; † 30. März 2013) war ein argentinischer Tangosänger italienischer Herkunft.

## Leben und Wirken
Darío debütierte 1959 bei Radio El Mundo mit dem Orchester Joaquín Do Reyes’, mit dem er auch zwei Titel aufnahm. Weitere Aufnahmen entstanden im Folgejahr mit dem Orchester Armando Pontiers. Mit diesem unternahm er eine Tournee durch Uruguay mit Auftritten im Radio und Fernsehen und eine weitere 1960 durch Argentinien. 1967 trat er schließlich mit Pontier und Néstor Real als Duopartner in Japan auf. Daneben war er auch als Solist aktiv, nahm 1963 am Festival Odol de la Canción teil und wurde 1964 Mitglied des Gesangsquartetts Vocal 2x2, dem auch Nito Mores angehörte. Mit Roberto Goyeneche und anderen wirkte er an Roberto Panseras Oración Porteña mit.
1972 nahm Darío eine LP mit der Gitarrengruppe Bartolomé Palermos auf, 1978 ein Doppelalbum mit dem Trío Yumba. 1982 engagierte ihn José Basso für Auftritte mit Aníbal Jaule. Nach Aufnahmen als Solist 1984 entstanden im Folgejahr Aufnahmen als Mitglied des Orchesters von Ángel Cicchetti. Eine CD mit klassischen Tangos nahm Darío 2001 mit Jorge Dragone auf. Neben diesen Aktivitäten trat Darío auch in zahlreichen Fernsehshows auf wie Yo te canto Buenos Aires, Tangos a contraluz, Nosotros los del tango und Grandes valores del tango.

## Aufnahmen
- El cuarteador, 1959
- Tres esquinas, 1959
- Locura locura, 1960
- Cristal, 1960
- El puente, 1960
- Duelo criollo, 1960
- Tabaco, 1960
- Canaro en París, 1964
- Viejo Buenos Aires, 1964
- La noche que te fuiste, 1972
- Tormento, 1972
- El encopao, 1984
- Ave de paso, 1984
- Tiembla entre mis manos la guitarra, 1984
- Aquellos quince años, 1985
- Delantal de colegio, 1985